# Volta (Fluss)
Der Volta ist ein Fluss in den Staaten Burkina Faso und Ghana in Westafrika. 
Zusammen mit dem Schwarzen Volta als Hauptquellfluss hat der Volta eine Länge von 1500 km.
Nach dem Fluss wurde die ehemalige französische Kolonie Obervolta benannt, das heutige Burkina Faso. Auch die Flagge Obervoltas bezog sich auf den Volta. Der Fluss selbst erhielt seinen Namen von portugiesischen Entdeckern, vielleicht weil er den weitesten Ort ihrer Erkundungen darstellte oder aufgrund seines gewundenen Verlaufs: volta bedeutet auf Portugiesisch „Wende“.

## Verlauf

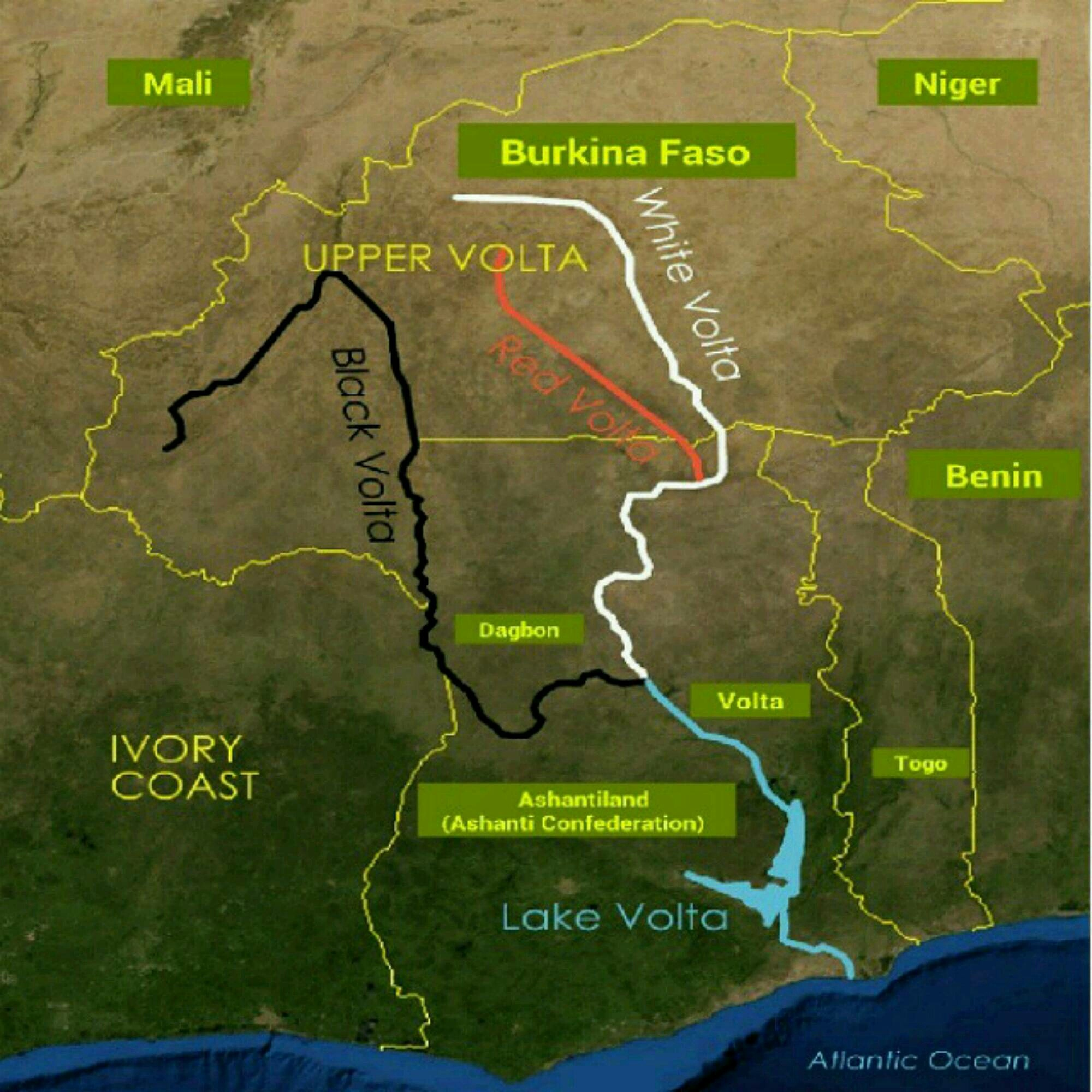
Schwarzer, Roter und Weißer Volta sowie der vereinigte Fluss.

Der Volta hat drei Quellflüsse, welche Schwarzer Volta (Mouhoun), Roter Volta (Nazinon) und Weißer Volta (Nakambé) genannt werden. Alle drei entspringen in Burkina Faso. Im Norden von Ghana mündet der Rote Volta in den Weißen Volta. Nahe der großen Handelsstadt Salaga in Ghana vereinigen sich dann der Schwarze und der Weiße Volta und bilden dabei den Volta. 
Der Hauptfluss wird am Akosombo-Staudamm zum Volta-See aufgestaut. Der Zusammenfluss des Weißen und des Schwarzen Volta ist heute vom Stausee geflutet, so wie die Mündungen praktisch aller seiner relevanten Nebenflüsse. Sein wichtigster Nebenfluss ist der Oti (Pendjari), der teils auch als vierter Quellfluss bezeichnet wird. Daneben sind noch Daka, Pru und Afram zu erwähnen.
Der Volta fließt in südöstliche Richtung. Er mündet, rechts die Lagune von Ada bildend, links mit der Lagune von Keta verbunden, über eine große Barre mit starker Brandung (Kalema) in den Golf von Guinea.
Die enormen Brecher an den Untiefen seiner Mündung traten früher (d. h. vor der Erbauung des Akosombo-Staudamms in den 1960er Jahren) jahreszeitlich schwankend im Zusammenspiel mit Gezeitenströmungen und Winden auf. Die Gezeiten an der Meeresküste wirkten sich damals bis etwa auf die Höhe von Malfi aus, das ca. 36 km von der Mündung flussaufwärts gelegen ist.
Wie Nil und Niger, so hatte auch der Volta in der Vergangenheit sein alljährliches Überschwemmungsgebiet, wo er fruchtbaren Boden hinterließ. Besonders der Bereich des untersten Flusslaufs war früher vor allem auch ein Zentrum der Kochsalz-Produktion.

## Einzugsgebiet

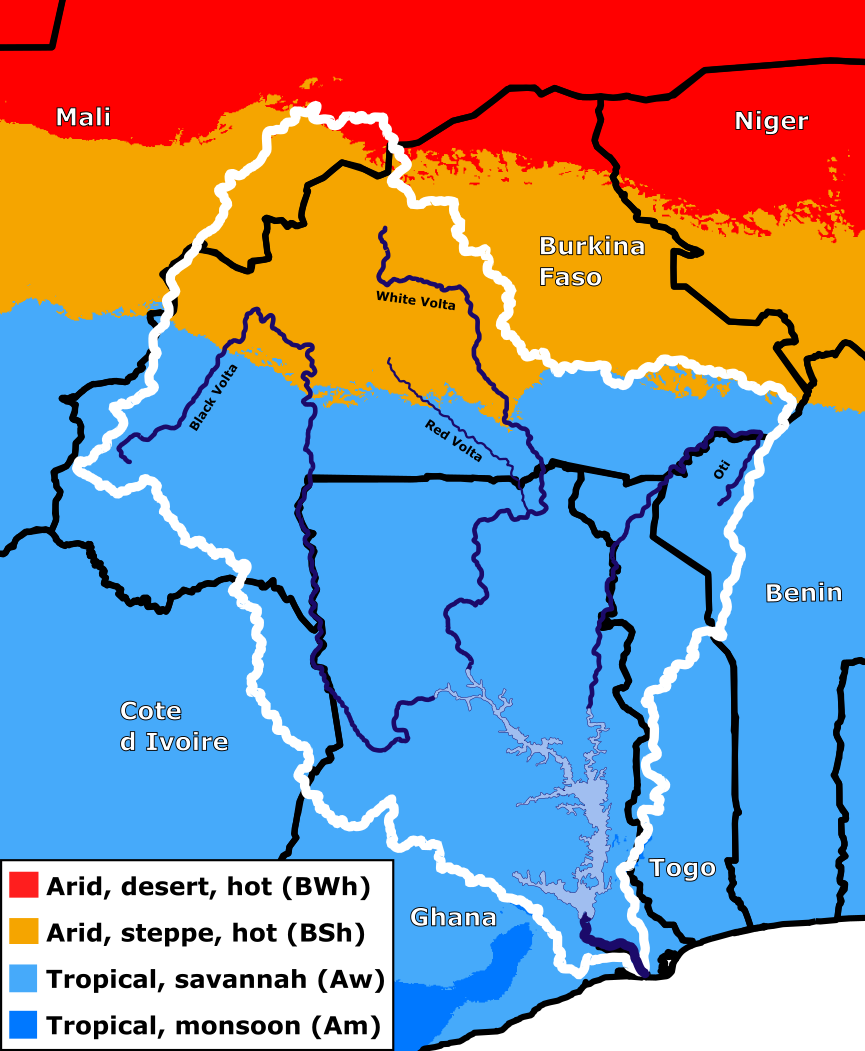
Das Klima im Volta-Einzugsgebiet nach Köppen-Geiger.

Das Einzugsgebiet des Volta erstreckt sich über sechs Länder und wird je nach Quelle mit einer Größe von zwischen 417.400 und 394.200 km² angegeben. Der größte Teil liegt dabei in Burkina Faso und in Ghana. Es ist über 1000 Kilometer lang und über 700 breit und liegt in drei Klimazonen.
Im äußersten Norden, bereits in Mali, liegt ein Stück, dass je nach Quelle auf Grund des niedrigen Niederschlags kaum oder keinen Abfluss beiträgt und somit nicht immer als Teil des Einzugsgebietes gerechnet wird. Die Niederschläge nehmen von Norden nach Süden zu. So lagen sie zwischen 1949 und 1973 zum Beispiel bei Ouahigouya, im Norden Burkina Fasos, bei 658 mm und im Süden, bei Bunso in Ghana, bei 1763 mm pro Jahr.
Das Einzugsgebiet teilt sich wie folgt auf (ausgehend von 394.000 km²):
| Staaten        | Einzugsgebiet der Landesfläche in [km²] | Prozent der Fläche des Einzugsgebiets | Prozent der Landesfläche |
| -------------- | --------------------------------------- | ------------------------------------- | ------------------------ |
| Mali           | 9.496                                   | 2,4                                   | 0,8                      |
| Burkina Faso   | 183.000                                 | 46,4                                  | 66,8                     |
| Benin          | 16.000                                  | 4,1                                   | 14,2                     |
| Togo           | 26.700                                  | 6,7                                   | 47,0                     |
| Elfenbeinküste | 7.000                                   | 1,8                                   | 2,2                      |
| Ghana          | 152.000                                 | 38,6                                  | 63,7                     |
| Gesamt         | 394.196                                 | 100                                   |                          |

## Hydrometrie
Die Durchflussmenge des Volta wurde über 43 Jahre (1936–1979) in Senchi etwa 110 Kilometer flussaufwärts von der Mündung gemessen (in m³/s).
- Diagrammdaten:
- Definition |
- Rohdaten |
- Hilfe

## Abbildungen

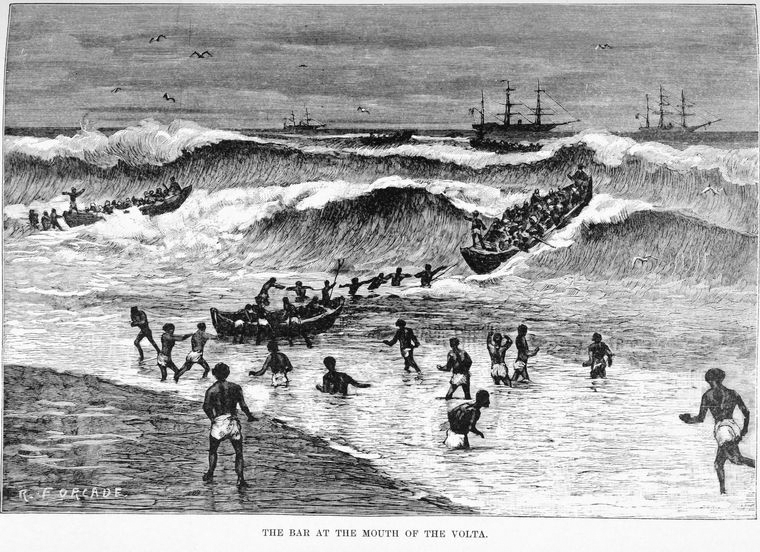
Die Brandung an den Untiefen vor der Volta-Mündung, Darstellung aus der 2. Hälfte des 19. Jh.
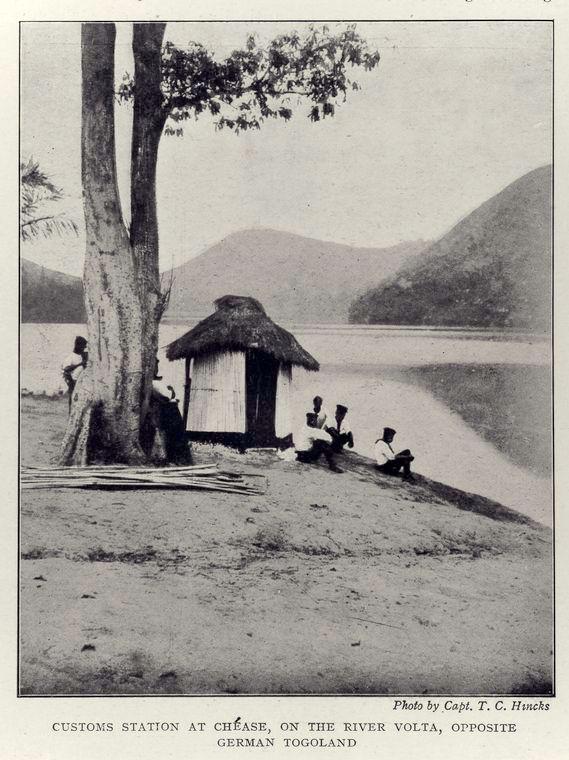
Zollposten bei Chease am Volta 1910
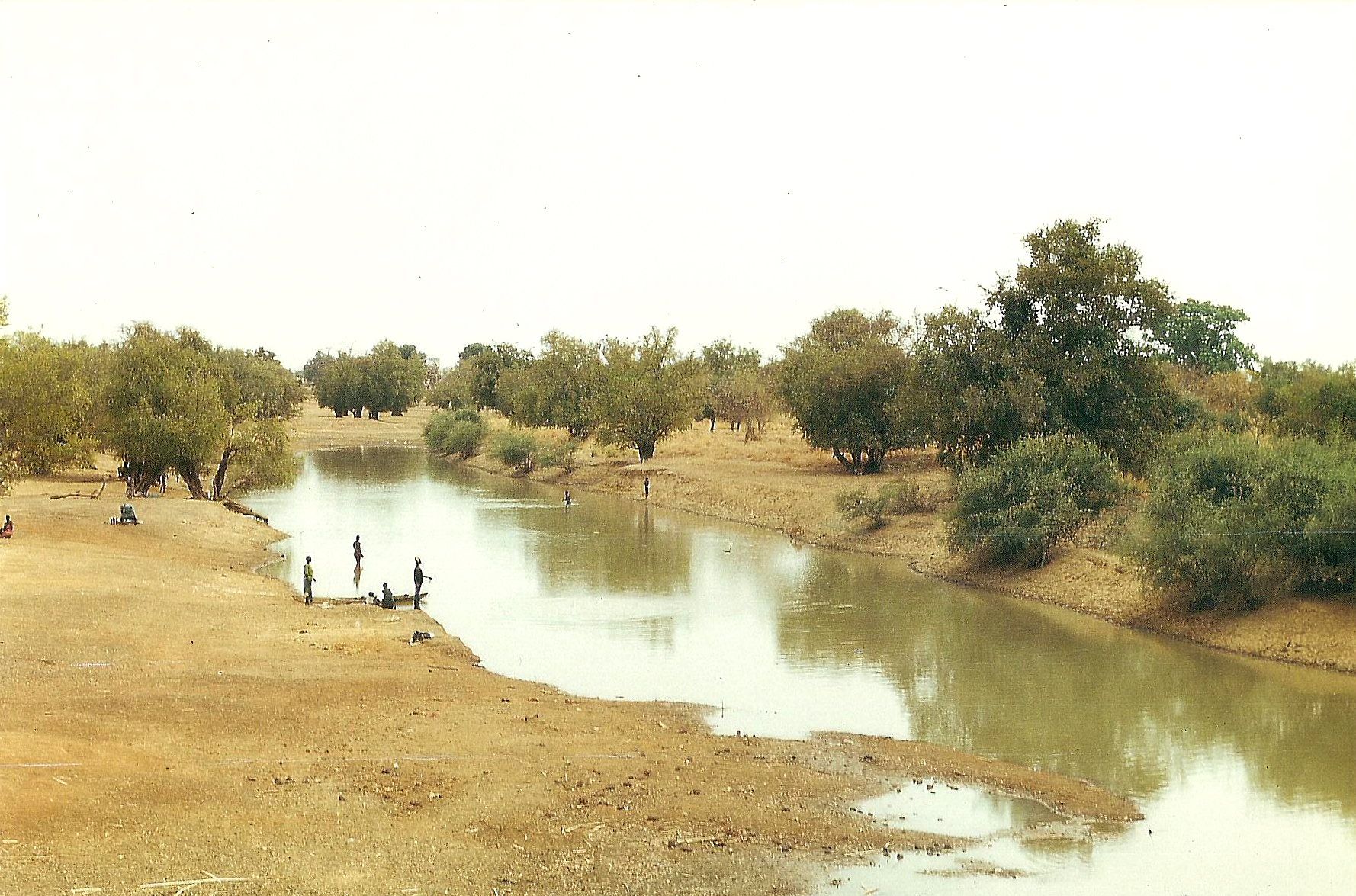
Nakambé (Weißer Volta) östlich von Ouagadougou
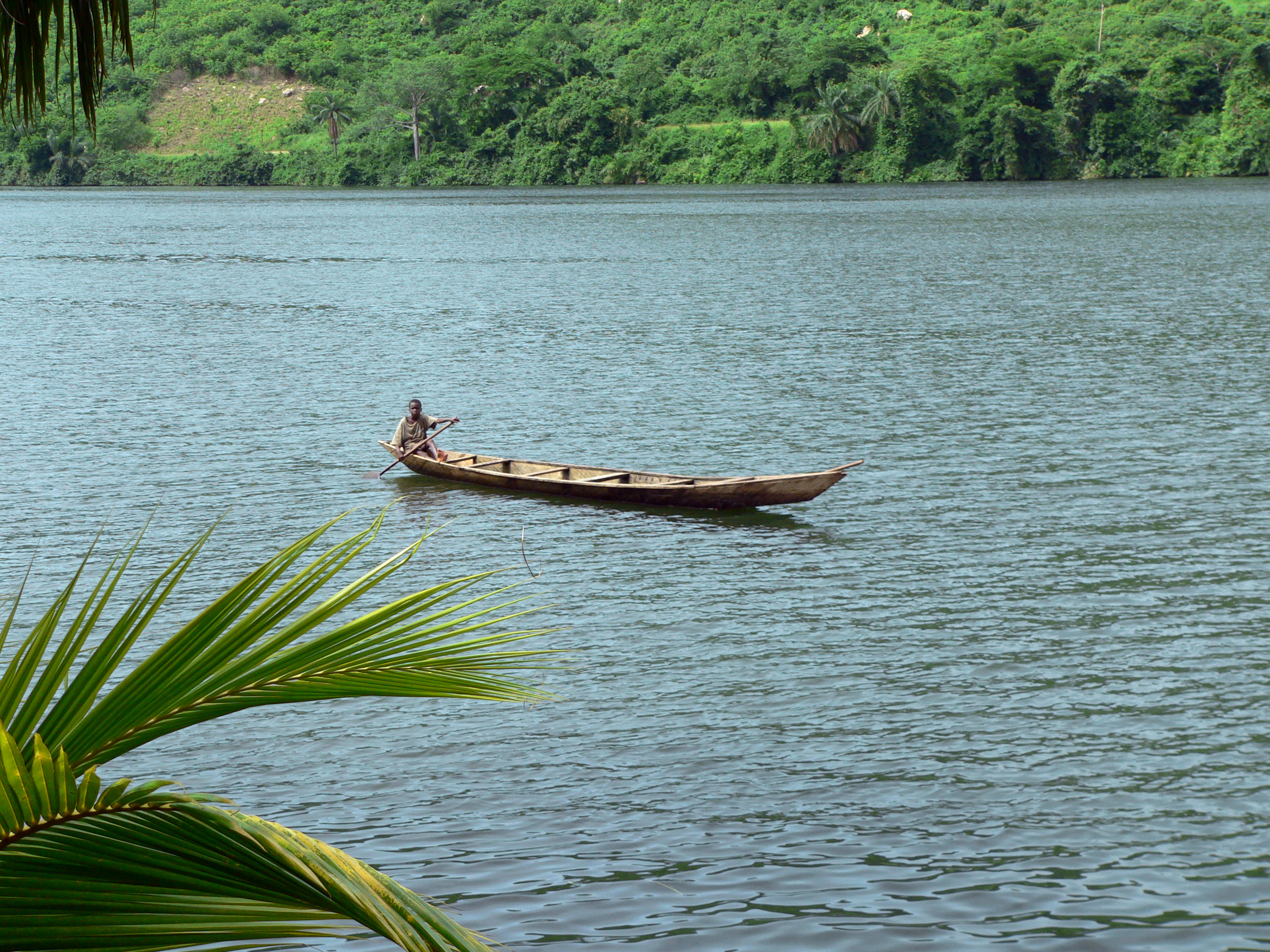
Boot auf dem Volta
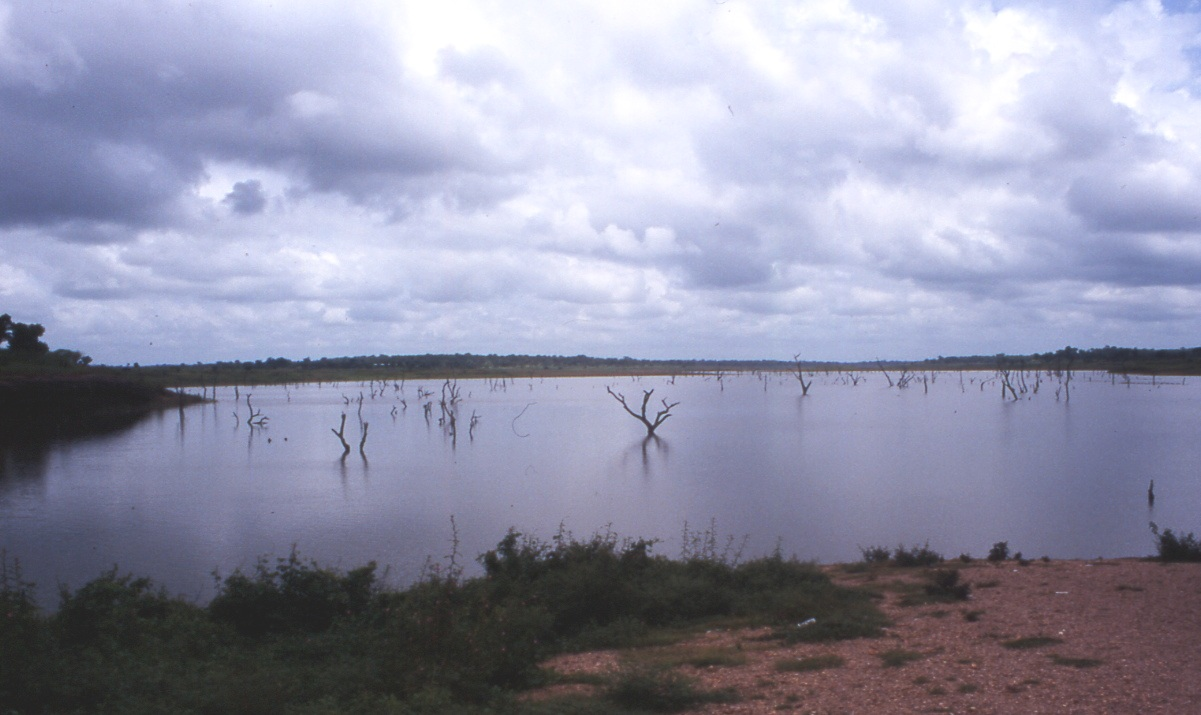
Der Voltasee
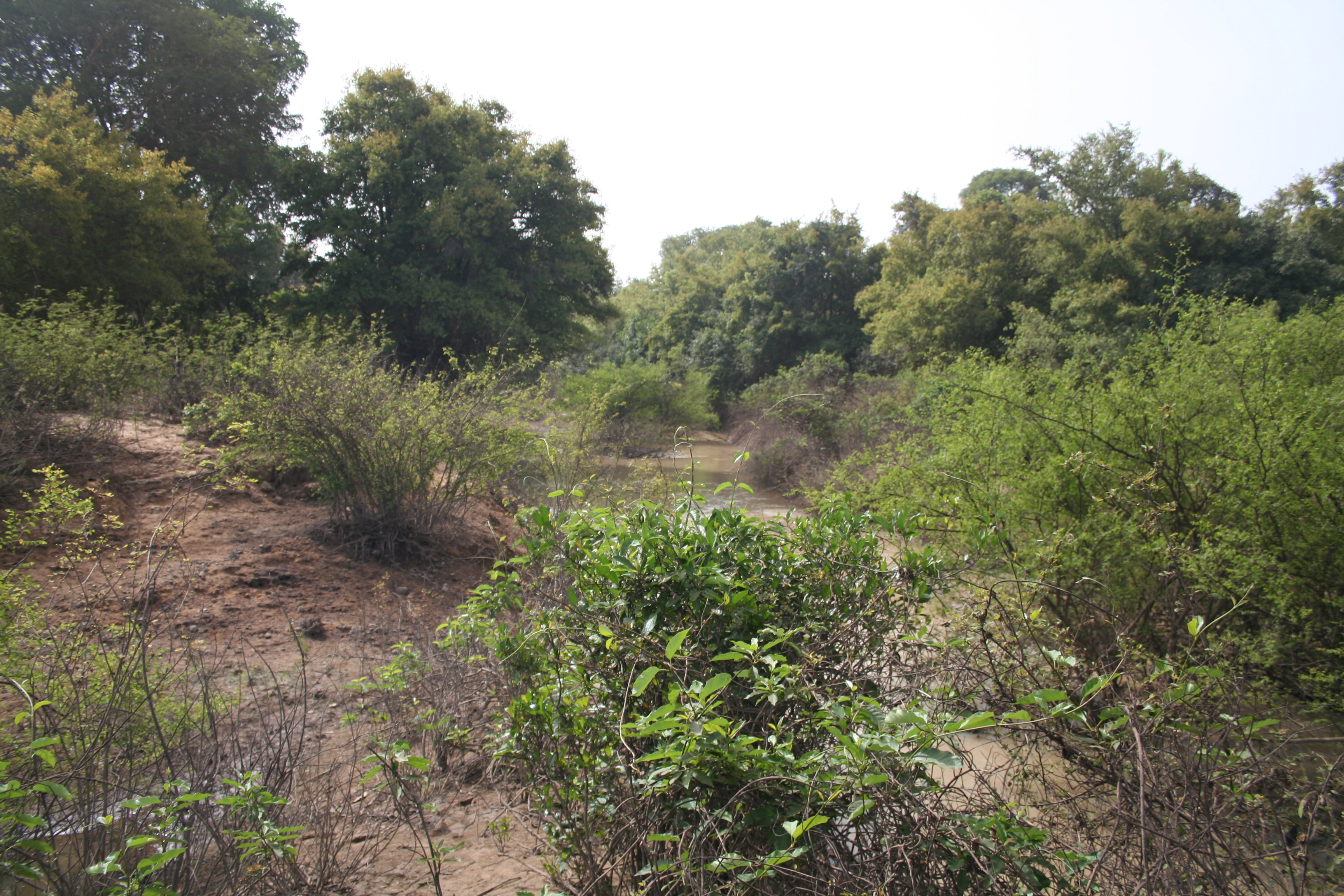
Blick auf den Nazinon (Roter Volta) im Kaboré-Tambi-Nationalpark

## Weiterführende Literatur
- I.B. Sutton, The Volta river salt trade: the survival of an indigenous industry, in: Journal of African History, 22 (1), 1981, S. 43–61